# Українознавчий альманах
«Українознавчий альманах» — періодичне наукове видання про українство, визнане ВАК України фаховим виданням у галузі політичних, філософських, історичних та філологічних наук. Видається Центром українознавства філософського факультету  Київського національного університету імені Тараса Шевченка.
Заснований у 2009 р. Станом на 2023 рік. вийшло 32 випуски. 
Головна концепція альманаху – публікація новітніх українознавчих досліджень співробітників та аспірантів Центру українознавства та досліджень, оприлюднених на конференціях, що проводяться під егідою Центру українознавства разом з провідними українознавчими установами України. Тому кожен випуск має тематичне спрямування, котре як правило відповідає науково-дослідним темам, що виконуються Центром українознавства зокрема: дослідженням соціокультурних перетворень в історичному досвіді та сьогоденні української спільноти, а також висвітленню ґендерних проблем українства.

## Випуски

### Випуск 1
Вийшов у 2009 р. Випуск присвячено дослідженню українського образу світу. Розглянуто теоретичні засади та специфіку формування українського образу світу; висвітлено співвідношення етнічної картини світу та національного образу світу; проаналізовано формування іміджу України в умовах викликів глобалізації.

### Випуск 2
Вийшов у 2010 р. Випуск присвячено дослідженню становлення і розвитку України, української спільноти та українськості. Розглянуто питання націєтворення, збереження українськості та формування спільної ідентичності громадян України, питання, пов’язані з українськими державотворчими процесами, геополітичними та євроінтеграційними перспективами України в умовах глобалізації. Висвітлено проблеми збереження культурно-історичного досвіду українства; філософсько-світоглядні та релігійні аспекти розвитку української духовності; культурно-освітні проблеми українського зарубіжжя; аксіологічні та ґендерні аспекти становлення українського суспільства; проблеми розгортання українського національно-визвольного руху і політичних репресій.

### Випуск 3
Вийшов у 2010 р. Випуск присвячено 10-річному ювілею Центру українознавства. Представлені у ньому матеріали є підсумковим результатом індивідуальних напрацювань співробітників Центру з теми «Дослідження соціокультурних перетворень в історичному досвіді та сьогоденні української спільноти», яка розроблялася за окремими тематичними напрямками. 

### Випуск 4
Вийшов у 2010 р. Випуск присвячено дослідженню ґендерних аспектів українознавчої проблематики, що розглядались у межах Міжнародного науково-практичного Круглого столу «Гендерна освіта в Україні: досвід, проблеми, перспективи».

### Випуск 5
Вийшов у 2011 р. Випуск присвячено дослідженню культурно-світоглядних перетворень в історичному досвіді та сьогоденні української спільноти. В статтях досліджено та висвітлено широке коло наукових питань: чинники етно- та культуро збереження української спільноти; філософські засади трансформацій, що мали місце в українському соціумі в минулому та сучасності; концепції бачення та розвитку української спільноти, вироблені українськими та зарубіжними мислителями; маловідомі аспекти інтелектуального, духовного та культурного досвіду українства в їхньому розвитку та змінах; виклики та перспективи існування українства в сучасному світі; роль закордонних українців у соціокультурній взаємодії українства зі світом; ґендерний розвиток та особливості формування паритетної демократії в сучасній Україні.

### Випуск 6
Вийшов у 2011 р. Випуск присвячено дослідженню ролі жіноцтва у в історичному розвиткові та життєдіяльності української спільноти, аналізові ґендерної специфіки способів самореалізації жінки на теренах України в ретроспективі та перспективі, розгляду тенденцій подальшої жіночої емансипації та шляхів подолання існуючих ґендерних проблем українського соціуму.

### Випуск 7
Вийшов у 2012 р. Випуск присвячено дослідженню міграційних процесів у контексті цивілізаційної трансформації України і світу, актуальній і недостатньо вивченій в українській соціогуманітаристиці проблемі, яка виокремлюється на перетині українознавства, міграціології, політології, філософії, історії, соціології, психології та цивіліології. Авторами статей висвітлено й проаналізовано широке коло наукових питань: роль міграційних процесів у сучасному глобалізованому світі; різні наукові підходи до вивчення феномена міграції; теоретичні засади осмислення зовнішньої і внутрішньої міграції українців; політико-правове забезпечення розробки й реалізації державної міграційної політики; негативні наслідки масової еміграції з України; особливості четвертої хвилі української еміграції; українські міграційні процеси у філософському та культурно-історичному контексті; роль Церкви у регулюванні міграційних процесів; збереження української ідентичності в умовах міграції; культурно-освітні осередки українського зарубіжжя; роль сім’ї та Церкви у збереженні духовності й національних цінностей в умовах трудової міграції; особливості комунікації мігрантів та їхніх родин; розвиток українського шкільництва за кордоном; повернення українців на Батьківщину як стратегічне завдання міграційної політики держави.

### Випуск 8
Вийшов у 2012 р. Випуск присвячено дослідженню цивілізаційного потенціалу українства. 

#### Авторський колектив
Всього у випуску вміщено 89 статей та повідомлень 91 автора (2 публікації у співавторстві). Серед авторів є представники різних наук: історики, філософи, юристи, психологи, політологи, мистецтвознавці, педагоги, філологи, релігієзнавці, що дало можливість дослідникам застосувати науковий інструментарій багатьох наук, використати широке коло джерел, висвітлити тему з різних теоретичних ракурсів.
Більшість (майже 3/4) авторів працюють чи навчаються у Києві, зокрема у КНУ ім. Тараса Шевченка, ННДІУВІ. Решта авторів (23) представляють українознавчі центри та інші наукові установи й навчальні заклади різних територіальних частин світового українства: Харків (9 авторів), Донецьк (2), Мелітополь і Ніжин (по 2), Ірпінь, Полтаву, Луцьк і Острог (по 1); закордонне українство (4, з них: 3 — Польщу, 1 — Росію).

#### Зміст праці
У випуску представлено частину результатів досліджень Центру українознавства, спрямованих на теоретичні та сучасні суспільні проблеми цивілізаційного розвитку українства як загальноцивілізаційного феномену, закономірності й особливості його формування і розвитку, а також результати інших наукових центрів і дослідників. Розділи випуску мають певне тематичне спрямування:
- Українство як об'єкт цивіліології;
- Цивілізаційний розвиток українства на тлі глобалізації;
- Український народ як співтворець Європейської цивілізації;
- Національно-культурні здобутки українства у контексті світової цивілізації;
- Українство в загальнолюдській цивілізації: відповіді на виклики часу;
- Закордонне українство як чинник цивілізаційного поступу України;
- Ґендерний вимір цивілізаційного розвитку українства.

#### Критика праці
Цивілізаційний розвиток українства є надто актуальною темою для українського суспільства і становить великий інтерес для багатьох українознавчих центрів і дослідників у різних країнах. Адже цивілізаційна трансформація України відбувається непослідовно, болісно, без внутрішньої згоди ні щодо мети суспільного перетворення, ні щодо шляхів і засобів трансформації.
Не всі вміщені у випуску праці відповідають темам розділів, а є й такі, що не відповідають його загальному тематичному спрямуванню і навіть українознавчому (Наприклад, стаття «Загальне, особливе та одиничне у формуванні національної свідомості латиноамериканців».).
Багато праць, вміщених у 8-му випуску альманаху, є надзвичайно цікавими з певного погляду: постановки наукового питання, застосованої методики, використаних джерел, одержаного результату. Дві праці мають невдалі назви. Обґрунтованість результатів наукових досліджень у представлених статтях суттєво відрізняється, як і їх наукова цінність.
Перша стаття випуску «Українство в цивілізаційному ракурсі» Т. Воропаєвої має, до певної міри, програмну роль. У ній представлено теоретико-методологічні засади цивіліологічного осмислення українства науковцями Центру українознавства. Українство розглядається як загальноцивілізаційний феномен, а цивілізація — як «специфічна просторово-часова цілісність, яка репрезентує вищий ступінь самоорганізації та розвитку людського суспільства і в якій сталі елементи переважають над нестабільними».
Цивілізаційний розвиток українства досліджений на сьогодні такою мірою, що не відповідає ні суспільній важливості результатів його осмислення, ні інтелектуальному потенціалу українства. На цьому тлі результати вивчення цивілізаційного розвитку українства, зосереджені у 8-му випуску «Українознавчого альманаху», мають велике наукове значення, є суттєвим внеском до джерельної бази українознавства та потребують глибокого вивчення і використання у науковій діяльності усіх, хто досліджує Україну в усіх її сутностях.

### Випуск 9
Вийшов у 2012 р. Випуск присвячено актуальним питанням філології, лінгвокультурології, історії, соціології та антропології. У статтях висвітлено такі проблеми: соціокультурний вимір комунікативної конвенції толерантності засобами конструктивного діалогу; інноваційні мовні процеси в контексті сучасної культури; концептуальні та комунікативно-функціональні аспекти мовної діяльності; лінгвопоетикальна парадигма українського роману ХХ–ХХІ століття на тлі світового літературного процесу; лінгводидактичний аспект духовного потенціалу особистості; збереження рідної мови в контексті глобалізаційних процесів.

### Випуск 10
Вийшов у 2012 р. Випуск присвячено 130-річчю з дня народження Івана Огієнка (Іларіона) та аналізу його наукової, публіцистичної й духовної спадщини. У статтях висвітлено широке коло питань: наукова спадщина І. Огієнка як вченого-лінгвіста, його маловідома в Україні філософсько-поетична творчість; доробок І. Огієнка як педагога, внесок у розбудову вищої школи в Україні, в українське національне відродження загалом. Окрему увагу присвячено душпастирській діяльності митрополита Іларіона, його поглядам як духовної особи, релігійного й церковного лідера та історика української Церкви. Авторами статей є фахівці з різних галузей соціогуманітаристики світських та духовних установ.

### Випуск 11
Вийшов у 2013 р. Випуск присвячено дослідженню ролі українства у цивілізаційному процесі, зокрема, аналізові теоретико-методологічних проблем; історичним аспектам формування європейського цивілізаційного вибору українців; мотиваційним чинникам цивілізаційного вибору сучасного українського суспільства; перспективам євроінтеграційних зусиль українства; аналізу ґендерних реалій сучасної України; дослідженню соціокультурних, етнонаціональних та релігійних чинників як цивілізаційних; вивченню науково-освітніх та політико-правових аспектів інтеграції українства в європейський цивілізаційний простір.